# No hay moros en la costa
«No hay moros en la costa» es una frase hecha de origen español y significa que no hay peligro a la vista y que todo está calmado.

## Historia
Este es un dicho muy antiguo que tuvo su origen en los constantes ataques de los piratas berberiscos a pueblos españoles ubicados en la costa del Mediterráneo, los cuales se prolongaron durante más de dos siglos. En la actualidad se sigue utilizando con un uso adaptado, tanto en sentido afirmativo como negativo. La frase también se utiliza cuando una persona trata de salir de un sitio o lugar sin que nadie se percate.